# Freiheitliche Deutsche Arbeiterpartei
Die Freiheitliche Deutsche Arbeiterpartei (Kurzbezeichnung: FAP) war ein rechtsextremer Verein in der Bundesrepublik Deutschland, der 1979 durch Martin Pape gegründet wurde. Er wurde jahrelang wie eine Partei behandelt und trat zu Wahlen an, blieb jedoch ohne Wahlerfolge. Nachdem bei einem Parteiverbotsverfahren 1994 vom Bundesverfassungsgericht keine Parteieigenschaften festgestellt wurden, wurde die FAP 1995 als Verein vom Bundesministerium des Innern verboten. Die FAP galt als größte militant-neonazistische Organisation in Deutschland.

## Ausrichtung
Die Freiheitliche Deutsche Arbeiterpartei war anfangs eine vor allem nationalistische und fremdenfeindliche, aber auch antijesuitische Partei mit rechtsextremer Schlagseite. Ab Mitte der 1980er-Jahre richtete sie sich zunehmend rassistisch, antisemitisch und neonazistisch aus. Sie war unter anderem durch aggressive Propaganda, inhaltliche wie symbolische Nähe zum Nationalsozialismus (siehe u. a. Parteiflagge, mit Tiwazrune statt Hakenkreuz) gekennzeichnet und erkannte Gewalt als Mittel zur Durchsetzung politischer Forderungen an. Nachdem bereits in den 1990er-Jahren einige neonazistische Organisationen verboten worden waren und der Mordanschlag von Mölln (1992) in den Medien kursierte, versuchte sich der Vorstand in Mitteilungen von Gewalt zu distanzieren.

## Geschichte

### Überblick

Tiwaz-Rune auf einer Flaggenvariante der Partei

Die FAP wurde 1979 als Abspaltung der Unabhängigen Arbeiter-Partei (UAP) durch den ehemaligen HJ-Führer Martin Pape in Stuttgart gegründet. Sie war eine Neugründung der Sozial-Liberalen Deutschen Partei (SLP), gegründet 1969.
Bis Anfang der 1980er war sie eine eher unbedeutende Gruppierung in der Region Stuttgart. 1983 wurde sie jedoch von Mitgliedern der soeben verbotenen Aktionsfront Nationaler Sozialisten/Nationale Aktivisten unter der Führung Michael Kühnens unterwandert. Der Bundesvorsitzende Pape (1979–1988) ließ die Aktivisten gewähren. Nachdem Kühnen (kein offizielles Mitglied) sich offen zu seiner Homosexualität bekannt hatte, kam es zum Streit zwischen Anhängern und Gegnern Kühnens, der letztlich in der Spaltung der FAP mündete. Die FAP hatte nun zwei Flügel, die Anhänger Kühnens und seine Gegner um Jürgen Mosler (Generalsekretär) und Volker Heidel. 1988 wurde der Neonazi Friedhelm Busse (vormals Deutsche Reichspartei, NPD und Volkssozialistische Bewegung Deutschlands / Partei der Arbeit) zum neuen FAP-Bundesvorsitzenden gewählt und blieb es bis zu ihrem Verbot 1995.
Mit der Wende 1989/90 versuchte man in der ehemaligen DDR, insbesondere in der Region Berlin-Brandenburg, eine teilweise militant-gewalttätige Struktur aufzubauen. Nachdem es bereits 1989 zu politischen Auseinandersetzungen gekommen war, verließen 1990 die Kader Mosler und Michael Swierczek, der daraufhin die Nationale Offensive (NO) gründete, die Gruppierung und mit ihnen große Teile ihrer Mitglieder. 1991 waren beim ersten außerordentlichen Parteitag Gäste der neonazistischen Wiking-Jugend und der Nationalistischen Front anwesend. Verbindungen bestanden auch zur 1991 gegründeten Dänischen Nationalsozialistischen Bewegung (DNSB). 1992 waren führende Vertreter bei den Ausschreitungen in Rostock-Lichtenhagen zugegen und verteilten dort Werbematerial.

### Verbot
1993 strengten die Bundesregierung und der Bundesrat Parteiverbotsverfahren an. 1994 wurden die Anträge vom  Bundesverfassungsgericht als unzulässig zurückgewiesen, da die FAP keine Partei sei. Das Bundesministerium des Innern (BMI) verbot die FAP am 24. Februar 1995 als Verein. Die Anfechtungsklage wurde am 20. Oktober 1995 durch das Bundesverwaltungsgericht (BVerwG) zurückgewiesen.
Es findet der § 86a StGB („Verwenden von Kennzeichen verfassungswidriger Organisationen“) Anwendung.

## Periodika
Sie unterhielt eigene Periodika wie den Rundbrief FAP-Intern (1989/90), die Zeitschrift Neue Nation (bis 1993) und die Monatsschrift Standarte (ab 1993). Die Auflagen umfassten ca. 500 Exemplare der Neuen Nation und ca. 1.000 Exemplare der Standarte.

## Mitglieder
Die Mitgliederzahl schwankte stark und betrug in der Hochzeit nicht mehr als 1.000 Personen. Einige Anhänger und Mitglieder der FAP, die sich im Laufe der Jahre vor allem aus rechten Skinheads speiste, wurden wegen unterschiedlicher Straftaten angeklagt und verurteilt. Viele ehemalige Kader der FAP sind heute in der rechtsextremen NPD und den so genannten freien Kameradschaften aktiv. 
| Jahr | Mitglieder | Anmerkung          |
| ---- | ---------- | ------------------ |
| 1985 | 300        | –                  |
| 1987 | 500        | –                  |
| 1991 | 150        | –                  |
| 1993 | 1000       | nach Parteiangaben |
| 1995 | 400/500    | –                  |

Zu den Funktionären und führenden Aktivisten der Partei gehörten u. a. Friedhelm Busse, Siegfried Borchardt („SS-Siggi“), Thorsten Heise, Jürgen Mosler, Martin Pape und Michael Swierczek. Einzelne Mitglieder wie Norbert Weidner waren in Anti-Antifa-Kampagnen eingebunden u. a. bei der bundesweit erscheinenden Broschüre Der Einblick.
Ungefragt wurde Peter Gauweiler (CSU) wegen einer vermuteten geistigen Verwandtschaft zum Ehrenvorsitzenden bestimmt.
Auch der für das Attentat auf Henriette Reker im Jahr 2015 verantwortliche Täter, Frank S., war ein früheres Mitglied der FAP.

## Beteiligung an Wahlen
Die FAP war weder bundes- noch landespolitisch an einer parlamentarischen Vertretung beteiligt. Sie blieb bei Wahlen stets weit unter der Fünf-Prozent-Hürde und der für die Wahlkampfkostenerstattung notwendigen Stimmenanzahl. Sie trat bei der Bundestagswahl 1987 mit einer Landesliste nur in Bremen an und erhielt dort 405 Zweitstimmen (0,09 %); ihre Direktkandidaten in den beiden Wahlkreisen Celle–Uelzen und Stuttgart I erhielten jeweils 0,1 %. Auch auf Länderebene blieb die FAP bei Wahlen eine Randerscheinung wie beispielsweise bei der Bürgerschaftswahl in Hamburg 1986 mit 0,1 % (713 Stimmen). Bei der Europawahl 1989 erreichte die FAP 0,1 % (19.151 Stimmen). Ihre regionalen Zentren waren Berlin, Niedersachsen und das Ruhrgebiet.